# Ibititá
Ibititá este un oraș în statul Bahia (BA) din Brazilia.